# Île-aux-Pies
L'Île-aux-Pies est une île fluviale de la basse vallée de l'Oust, située à la fois sur le territoire de la commune de Bains-sur-Oust en Ille-et-Vilaine (France).

## Géographie
L'Île-aux-Pies est une île fluviale située à la confluence des rivières Aff et Oust. Sa superficie est d'environ 26 ha. Elle n'est reliée à la terre que par un unique pont traversant le « Rio de la Borde » vers Bains-sur-Oust.
L'Oust présente, dans sa basse vallée, près de sa confluence avec la Vilaine à Redon, un tracé en baïonnette, dû au relief appalachien des Landes de Lanvaux. Cette partie du cours de la rivière se situe en effet dans l'Armorique appalachienne qui se caractérise par des alignements de crêtes peu élevées constituées de roches dures séparées par des sillons creusés dans les roches tendres. L'Oust, installé dans un de ces sillons, adopte, entre Glénac et Saint-Perreux, un tracé en baïonnette, creusant son lit dans un pli bombé constitué de schiste, de grès et de granite et forme une cluse. Ce site dénommé l’île aux Pies, exceptionnel dans la France de l'Ouest, présente le spectacle de falaises culminant à plus de 50 mètres d'altitude au-dessus du lit du cours d'eau et a valu à la basse vallée de l’Oust d'être classée Grand Site naturel sur une quinzaine de kilomètres en 1981, c'est le seul de Bretagne à ne pas être localisé sur le littoral.

## Grand site naturel de l'Île-aux-Pies et de la basse vallée de l'Oust
Un linéaire d'environ 25 km de la basse vallée de l'Oust, de part et d'autre de l'île, est classé Grand site naturel depuis le 18 mai 1981. Ce site s'étend sur huit communes entre Ille-et-Vilaine et Morbihan : Saint-Martin-sur-Oust, Peillac, Les Fougerêts, Glénac, Saint-Vincent-sur-Oust, Bains-sur-Oust, Saint-Perreux et Redon.
Sur ce site, l'Oust serpente dans une faille entre granit et schiste formant la cluse de l'île-aux-Pies. Il regroupe une partie du canal de Nantes à Brest, des écluses, un verger de châtaigniers greffés, des anciennes carrières de granit, d'ardoise et  d'argile.
Sur la rive ouest de l'Oust, l'ancienne carrière de granit du Houssac a été exploitée jusqu'en 1930. Avant sa fermeture, une centaine d'ouvriers y travaillait et emplissait chaque jour une péniche à la brouette. L'acheminement des pierres se faisait par l'Oust. Le site abrite maintenant un parc de loisirs proposant notamment de l'accrobranche et de l'escalade.
Du côté de Bains-sur-Oust, les versants sont escarpés et les falaises invitent à l'escalade, avec plus de soixante voies de niveaux différents. 
Plusieurs campings sont présents autour de l'île, ainsi qu'un marais appelé le mortier de Glénac, qui s'étend sur 410 hectares et représente la plus vaste surface en eau des marais de Vilaine.

### Activités sur le site
- Randonnées pédestres[9]
- Cyclotourisme[10]
- Canoë-kayak[11]
- Tourisme fluvial
- Escalade

Dans le secteur Sud du Morbihan (de Saint-Jean-la-Poterie à Saint-Martin-sur-Oust), pour la promenade, il est possible d'emprunter les sentiers à thèmes suivants :
- Le sentier des Mariniers
- Les sentiers du Bois de Grisan
- Le sentier des Chataigniers
- Le Trésor de l'ile aux Pies
- Du granit aux Ajoncs
- Le sentier de la Potière

Lors de randonnée pédestre onze sentiers sont balisés :
- Le parcours de l'écluse
- Le chemin de ronde
- La Grée des Fougerêts
- Des landes aux marais
- La promenade des paysans/pêcheurs
- Le parcours des éclusières
- Du Granit au roseaux
- Les rives du Rio de la Borde
- Le sentier de la chapelle St Méen
- Le parcours des pêcheurs
- Le chemin de la chapelle St Jean

La descente de l'Oust est effectuée par de nombreuses péniches et bateaux de plaisance, traversant les marais du Mortier de Glénac, en amont, endroit où la vie aquatique se mélange à la vie terrestre et les oiseaux viennent se reposer par centaines.

## Galerie

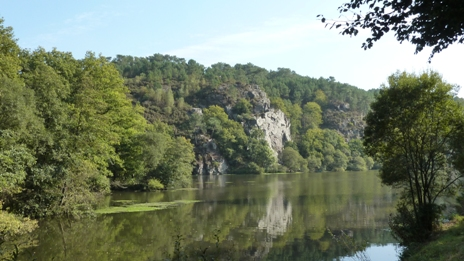
L'île-aux-pies en octobre 2009
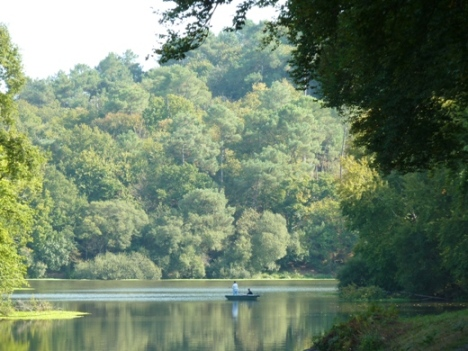
L'île aux pies depuis le halage
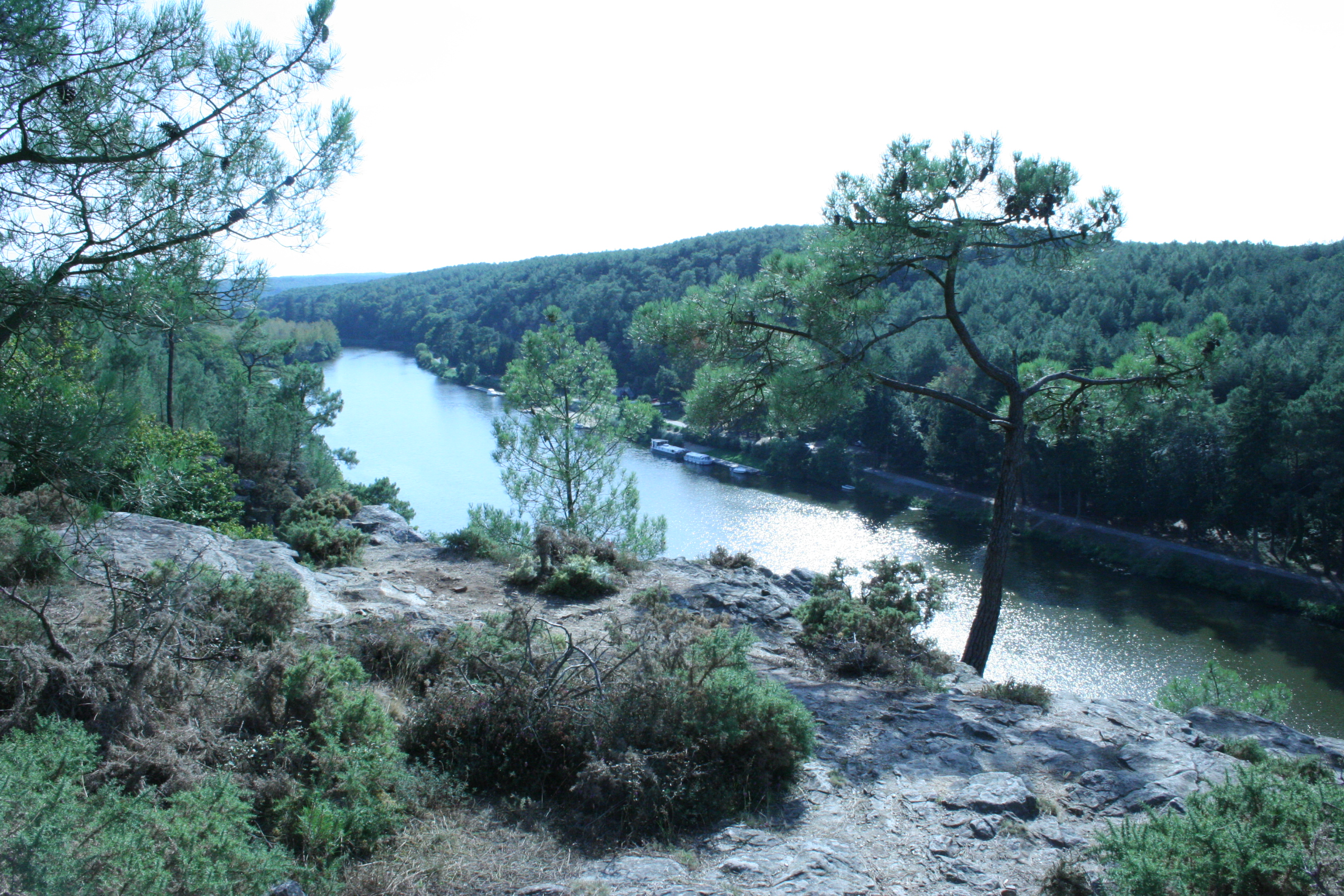
Ile aux Pies - Basse Vallée de l'Oust
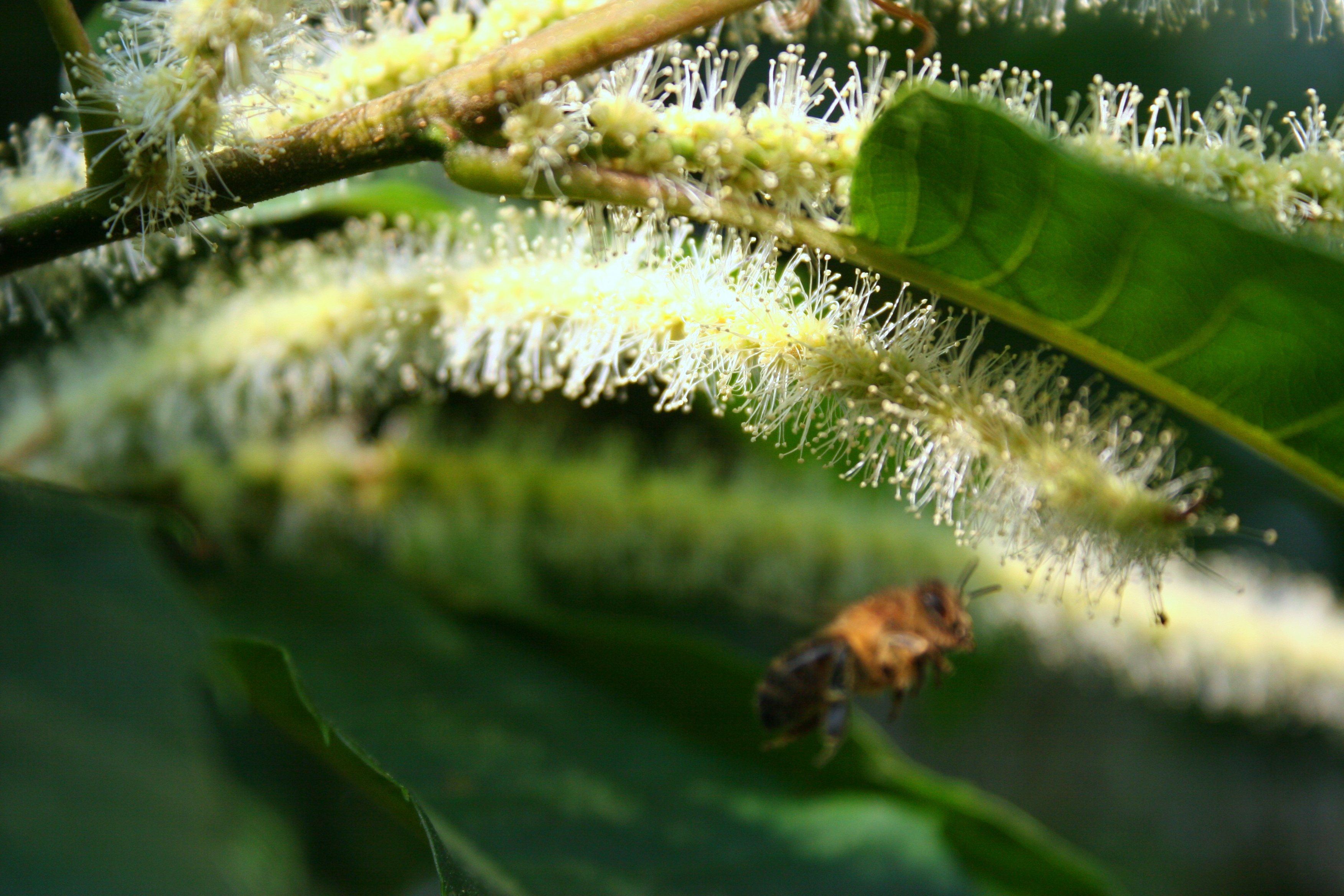
abeille sur une fleur de châtaignier à l'Ile aux Pies